# هالي بيري
هالي ماريا بيري (بالإنجليزية: Halle Berry)، ولدت باسم (ماريا هالي بيري؛ في 14 أغسطس 1966)، وهي ممثلة أمريكية. فازت بيري بجائزة الأوسكار لأفضل ممثلة عن أدائها في فيلم الدراما الرومانسية كرة الوحش (2001)، لتصبح المرأة الوحيدة من أصل أفريقي التي فازت بالجائزة.
كانت بيري عارضة أزياء قبل أن تصبح ممثلة، ودخلت العديد من مسابقات الجمال، حيث حصلت على المركز الثاني في مسابقة ملكة جمال الولايات المتحدة الأمريكية، وحلت في المركز السادس في مسابقة ملكة جمال العالم 1986. وكان دورها السينمائي رائعًا في الفيلم الكوميدي الرومانسي بوميرانغ (1992) مع إدي مورفي. ومثلت أدوارًا في أفلام مثل كوميديا العائلة فلينتستون (1994)، والفيلم الكوميدي السياسي الدرامي بول وورث (1998)، والفيلم التلفازي تقديم دورثي داندريج (1999) الذي حصلت من خلاله على جائزة الغولدن غلوب وجائزة إيمي الدولية.
بالإضافة إلى حصولها على جائزة الأوسكار، حصلت بيري على أدوار رفيعة المستوى في الألفينيات، مثل دور «ستورم» في رجال إكس (2000)، وفيلم الإثارة سمكة السيف (2001)، وجوثيكا (2003)، وفيلم التجسس مُت في يوم آخر (2002)، حيث لعبت دور «جينكس» فتاة بوند، وظهرت بعد ذلك في الأجزاء التالية لـرجال إكس، إكس تو (2003)، رجال-إكس: الوقفة الأخيرة (2006)، وظهرت في فيلم الخيال العلمي سحابة الأطلس (2012)، وفيلم الجريمة المكالمة (2013)، وأفلام الحركة رجال-إكس: أيام المستقبل الماضي (2014)، وكينغزمان: الدائرة الذهبية (2017)، وجون ويك - الفصل الثالث: بارابيلوم (2019).
كانت بيري إحدى الممثلات الأعلى أجرًا في هوليوود خلال الألفينيات، وشاركت في إنتاج العديد من الأفلام. كانت متزوجة سابقًا من لاعب البيسبول ديفيد جستس، وكاتب الأغاني والمغني إريك بينيت، والممثل أوليفر مارتينيز. لديها طفل من مارتينيز وعارض الأزياء غابرييل أوبري.

## نشأتها
ولدت باسم ماريا هالي بيري. تغير اسمها قانونيًا إلى هالي ماريا بيري في سن الخامسة. اختار والداها اسمها الأوسط من متجر هالي متعدد الأقسام، والذي كان آنذاك معلمًا محليًا في مسقط رأسها كليفلاند، أوهايو. ولدت لوالدتها «جوديث آن هوكينز» الشقراء، في ليفربول، إنجلترا. وعملت ممرضة نفسية. كان والدها «جيروم جيسي بيري» يعمل في مستشفى للأمريكيين من أصل أفريقي في جناح الطب النفسي حيث عملت والدتها؛ أصبح فيما بعد سائق حافلة. تطَلق والدا بيري عندما كان عمرها أربع سنوات؛ نشأت هي وشقيقتها الأكبر سنًا، «هايدي بيري هندرسون»، برعاية والدتهما فقط.
قالت بيري في تقارير منشورة أنها ابتعدت عن والدها منذ طفولتها، مشيرة في عام 1992: «لم أسمع منه أي خبر منذ أن غادر، ربما لم يكن على قيد الحياة». كان والدها عنيفاً جدًا مع أمها. تتذكر بيري أن والدتها كانت تتعرض للضرب يوميًا، وكانت تُركل أسفل السلالم وتضرب على رأسها بزجاجة نبيذ.
نشأت بيري في أوكوود، بولاية أوهايو، وتخرجت في مدرسة بيدفورد الثانوية، حيث حصلت على وسام الشرف، وأصبحت رئيسة تحرير صحيفة المدرسة وملكة الحفلة الموسيقية. عملت في قسم الأطفال في متجر هيغ بي. ثم درست في كلية مجتمع كاياهوغا. في الثمانينيات، دخلت العديد من مسابقات الجمال، وفازت بلقب ملكة جمال مراهقات أمريكا في عام 1985، ولقب ملكة جمال أوهايو الأمريكية في عام 1986. كانت في عام 1986 ملكة جمال الولايات المتحدة الأمريكية، والوصيفة الأولى لكريستي فيشتنر من تكساس، وقالت في مقابلتها في مسابقة ملكة جمال الولايات المتحدة لعام 1986 أنها تأمل في أن تصبح فنانة أو أن تكون لها علاقة بوسائل الإعلام. مُنحت مقابلتها أعلى درجة من الحكام. كانت أول سيدة أمريكية من أصل أفريقي تشارك في مسابقة ملكة جمال العالم عام 1986، حيث أحتلت المركز السادس، وحازت جيزيل لاروند من ترينيداد وتوباغو على لقب ملكة جمال العالم. وفقًا لكتاب السير الذاتية اليوم، فقد اتبعت بيري مهنة عارضة في نيويورك، وكانت الأسابيع الأولى لبيري في نيويورك أقل من المرجو، حيث نامت في ملجأ للمُشردين ثم في جمعية الشبان المسيحية.

## مسيرتها المهنية

### بدايتها
في عام 1989، انتقلت بيري إلى مدينة نيويورك لمتابعة طموحاتها في التمثيل. خلال وقت مبكر لها هناك، نفد المال واضطرت إلى العيش لفترة وجيزة في ملجأ للمُشردين بلا مأوى. تحسن وضعها بحلول نهاية ذلك العام، ومثلت دور العارضة «إميلي فرانكلين» في المسلسل التلفزيوني القصير دمي على قيد الحياة الذي تبثه قناة إيه بي سي، وصُور في نيويورك، والذي كان من السلسلة الناجحة من الزعيم؟. في أثناء تمثيلها في ليفينغ دولز، دخلت في غيبوبة وشُخص مرضها بمرض السكري من النوع الأول. بعدها أُلغي دورها في ليفينغ دولز. انتقلت إلى لوس أنجلوس، وأخذت دورًا متكررًا في مسلسل نوتز لاندينغ الذي استمر لفترة طويلة.

### في التسعينيات
كانت تجربتها في تمثيل الأفلام لأول مرة في دور قصير في فيلم حمى الأدغال (1991)، حيث لعبت دور «فيفيان»، المدمنة على المخدرات. في نفس العام، كان لبيري دورها الأول في بطولة ستريكلي بيزنس. في عام 1992، مثلت بيري شخصية امرأة مهنية ذات شخصية قيادية في الفيلم الكوميدي الرومانسي بوميرانغ، وشاركها في التمثيل إدي مورفي. في العام التالي، لفتت انتباه الجمهور إلى أنها عبدة عنيدة شقية في العرض التلفزيوني الملكة : قصة عائلية أمريكية بناءً على كتاب أليكس هالي. مثلت بيري في فيلم فلينتستون المباشر الذي لعبت فيه دور «شارون ستون»، وهي سكرتيرة مثيرة تغوي فريد فلينتستون.

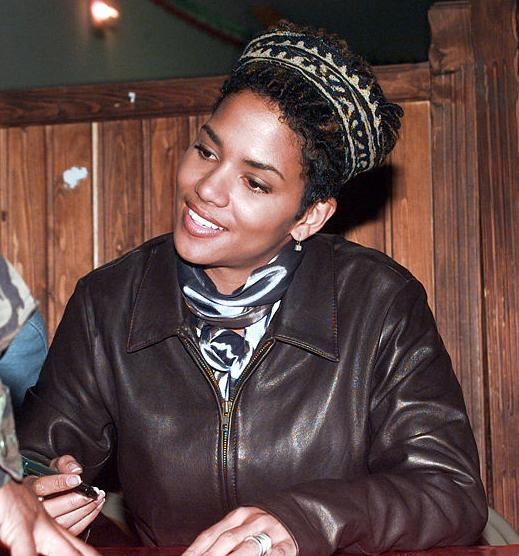
بيري توقع توقيع شخصي للجنود الأمريكيين في البوسنة والهرسك، 1996.

مثلت بيري دورًا أكثر جدية، حيث لعبت دور مدمنة مخدرات سابقًا تكافح لاستعادة حضانة ابنها في فيلم فقدان أشعيا (1995)، ببطولة مع جيسيكا لانج. لعبت أيضًا دور «ساندرا بيتشر» في فيلم سباق الشمس (1996)، والذي كان يستند إلى قصة حقيقية صُورت في أستراليا، وشاركت في البطولة إلى جانب كورت راسل في قرار إداري. ابتداء من عام 1996، كانت متحدثة باسم ريفلون لمدة سبع سنوات، وجددت عقدها في عام 2004.
أدّت دور البطولة إلى جانب ناتالي ديسيل ريد في فيلم الكوميديا B * A * P * S (1997). في عام 1998، تلقت بيري الثناء لدورها في بولوورث كامرأة ذكية دعمها النشطاء الذين منحوا السياسي وارن بيتي فرصة جديدة للحياة. في نفس العام، لعبت دور المغنية زولا تايلور، واحدة من الزوجات الثلاث لمغني البوب فرانكي ليمون، في السيرة الذاتية لماذا يقع الحمقى في الحب. في عام 1999، قدمت السيرة الذاتية لـدورثي داندريج لشبكة إتش بي أو التلفزيونية، وكانت أول امرأة سوداء تُرشح لجائزة الأوسكار لأفضل ممثلة، وكان مشروع مُحبب لقلب بيري، حيث قدمته وشاركت في إنتاجه وقاتلت بشده من أجل تحقيقه. اعتُرف بأداء بيري من خلال العديد من الجوائز، بما فيها جائزة إيمي والغولدن غلوب.

## الترشيحات والجوائز

### الأوسكار
- أفضل ممثلة رئيسية عام 2002 عن فيلم Monster's Ball، وفازت بها لتصبح أول أمريكية سمراء تفوز بجائزة الأوسكار لأفضل ممثلة رئيسية في التاريخ.[34]

### غولدن غلوب
- أفضل ممثلة في مسلسل قصير أو فيلم تلفازي عام 2000 عن فيلم Introducing Dorothy Dandridge، وفازت بها.
- أفضل ممثلة في فيلم درامي عام 2002 عن فيلم Monster's Ball.
- أفضل ممثلة في مسلسل قصير أو فيلم تلفازي عام 2006 عن فيلم Their Eyes Were Watching God.
- أفضل ممثلة في فيلم درامي عام 2011 عن فيلم Frankie and Alice.

## روابط خارجية
- هالي بيري على موقع IMDb (الإنجليزية)
- هالي بيري على موقع ميتاكريتيك (الإنجليزية)
- هالي بيري على موقع الموسوعة البريطانية (الإنجليزية)
- هالي بيري على موقع روتن توميتوز (الإنجليزية)
- هالي بيري على موقع مونزينجر (الألمانية)
- هالي بيري على موقع قاعدة بيانات الأفلام العربية
- هالي بيري على موقع ألو سيني (الفرنسية)
- هالي بيري على موقع ميوزك برينز (الإنجليزية)
- هالي بيري على موقع تيرنر كلاسيك موفيز (الإنجليزية)
- هالي بيري على موقع أول موفي (الإنجليزية)
- Halle Berry في موقع بيبول.كوم
- هالي بيري في دليل التلفاز